# Björsjön (Undenäs socken, Västergötland)
Björsjön är en sjö i Karlsborgs kommun i Västergötland och ingår i Motala ströms huvudavrinningsområde.